# يسبر إنغستروم
يسبر إنغستروم (بالفنلندية: Jesper Engström)‏ (24 أبريل 1992 في فنلندا - ) هو رياضي ولاعب كرة قدم فنلندي في مركز الدفاع.

## وصلات خارجية
- يسبر إنغستروم على موقع قاعدة بيانات كرة القدم.إي يو (الإنجليزية)
- يسبر إنغستروم على موقع Soccerway.com (الإنجليزية)